# Marolles-en-Beauce
Marolles-en-Beauce  [maʁɔl ɑ̃ bos] je francouzská obec v departementu Essonne v regionu Île-de-France.

## Poloha
Boissy-la-Rivière obklopují obce Boissy-la-Rivière od západu na sever, La Forêt-Sainte-Croix na severovýchodě, Bois-Herpin na východě a jihovýchodě, Abbéville-la-Rivière na jihu a Fontaine-la-Rivière na jihozápadě.

## Vývoj počtu obyvatel
Počet obyvatel